# ぷろとん
ぷろとん（7月27日 - ）は、日本の漫画家。茨城県出身（出生は大阪府）。女性。本名の名前（姓名の名のほう）が陽子で、これがペンネームの由来となった。
2010年現在、『ゲーマガ』などにて『THE IDOLM@STER』の4コマ漫画を、『ザ花とゆめ』にて『ペラペラ』を執筆している。

## 作品リスト
- 冷蔵庫物語（花とゆめ 1994年 - 1999年、ザ花とゆめ 2002年 - 、全4巻）
- THE IDOLM@STERの4コマ漫画（ゲーマガほか）
- ペラペラ（ザ花とゆめ、2010年 - 、連載中）

このほか、ニフティのホームページ等でイラストを描いている。